# 2017-es jeruzsálemi teherautós támadás
A 2017-es jeruzsálemi teherautós támadás egy teherautóval elkövetett belerohanásos támadás volt január 8-án. Az izraeli állampolgárságú, de arab nemzetiségű sofőr belehajtott az épp egy katonai buszról leszálló, az Izraeli Védelmi Erők (IDF) egyenruháját viselő emberekbe Kelet-Jeruzsálem Kelet-Talpiot városrészében, az Armon Hanatziv Esplanade-nél, a Trotner-park és az UNTSO központjának közelében. A támadásban rajta kívül négy ember meghalt és 15 megsebesült.
Néhány órával a merénylet után Benjámín Netanjáhú Izrael miniszterelnöke az Iszlám Államot tette felelőssé a történtekért, ami kérdéseket vet fel arra vonatkozóan, hogyan jutott erre a megállapításra. Ellenfelei azzal kritizálták, hogy túlságosan is lekicsinyíti a politikai oldalak fontosságát. Később a támadást egy ismeretlen palesztin csoport, a "Baha Alyan Egyesület Mártírha" vállalta magára, és azt mondta, a támadás mögött politikai okok húzódnak meg. A támadást többek között az ENSZ, az Európai Unió és az USA is elítélte.

## A támadás

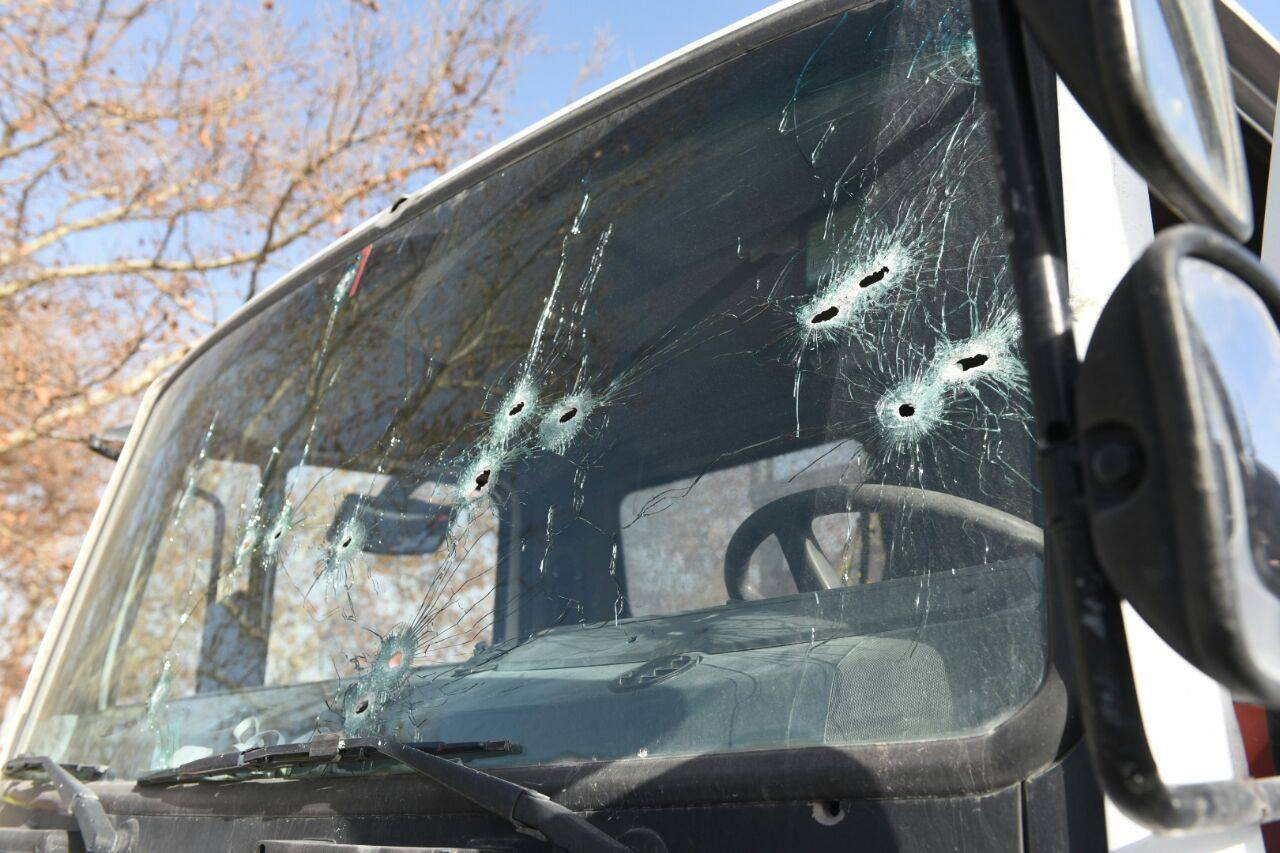
A támadásban részt vevő teherautó

13:00 körül Jeruzsálem délkeleti részének Kelet-Talpiot részében egy sétálóutcában egy teherautó hajtott az IDF katonáinak egy csoportjába. Egy férfi és négy női katona meghalt, 15 katona pedig megsebesült, akik közül kettőnek a támadás miatt kritikus lett az állapota. A támadóra több katona és az őket kísérő polgári idegenvezető is rálőtt, amiben a támadó életét vesztette. Az izraeli hatóságok „terrorista cselekménynek” minősítették a történteket.
A kezdeti riportok szerint – melyek forrása az a polgári idegenvezető volt, aki a személyes maroklőfegyverével lőtt a sofőrre – az egyik katona hezitált, mielőtt lőtt volna, amiben valószínűleg szerepe volt a hónapban meghozott ítéletnek, melyben Elor Azariat emberölésért ítéltek el. Az adott katona 2016. márciusban Hebronban egy támadás során lőtt egy már korábban ártalmatlanná tett támadót. A jelentés ellenére az IDF arról számolt be, hogy legalább két katona lőtt a támadóra, és visszautasították, hogy kapcsolat lett volna a katonák válasza és Azaria esete között. Az egyik, a helyszínen lévő kadét szerint barátaikért, küzdöttek, és „Senki egy pillanatig sem kételkedett abban, lőjön-e.”

## Áldozatok
A négy áldozat az IDF katonái voltak, akik a Haim Laskov iskolában tanultak: közülük három kadét és egy tisztviselő volt.
- Yael Yekutiel 20 éves főhadnagy Givatayimból
- Erez Orbach, 20 éves hadnagy Alon Shvutból
- Shir Hajaj 22 éves főhadnagy Ma'ale Adumimból
- Shira Tzur 20 éves hadnagy Haifából

A fentebbi rangok a posztumusz előléptetési utáni fokozatok,

## Az elkövető
A 28 éves, Jabel Mukaberből származó arab gyökerű izraeli férfi Kelet-Jeruzsálemben egy izraeli rendszámmal rendelkező autót vezetett. A Nana 10 jelentése szerint korábban már ült izraeli börtönben. A Walla jelentése szerint rendelkezett izraeli állampolgársággal.
Benjámín Netanjáhú izraeli miniszterelnök röviddel a támadás után az Iszlám Államot hibáztatta, mikor azt mondta, „minden jel arra mutat, hogy ő az Iszlám Állam támogatója.” Az, hogy már néhány órával a támadások után ilyen kijelentéseket tett, felvetette a kérdést, hogy miképp jutott erre a következtetésre. Avigdor Lieberman izraeli védelmi miniszter szintén párhuzamot hozott a történtek és a Németországban illetve Franciaországban elkövetett támadások között. Az ellenzékiek azt mondták, a kormány alábecsülte a politika szerepét. Szerintük a palesztin támadás hátterében sokkal inkább állhat politikai semmint vallási indíték. Szerintük az izraeliek vádja a politikusok számára nem eléggé meggyőző. Későbbi jelentések arról számoltak be, hogy a merénylő a Palesztina Felszabadításáért Népfront tagjka volt, a szervezet pedig szintén azt állította, hogy a merénylő az ő tagjuk volt. Mások szerint az előkészítő támogatta az Iszlám Államot. Január 9-én egy kevésbé ismert palesztin csoport, a "Baha Alyan Mártírja Egyesület" vállalta a felelősséget. Azt állították, nincsenek külső kapcsolataik, tettük mögött politikai indíttatás húzódik, és arra figyelmeztettek, hogy a jövőben még több támadást fognak végre hajtani.

## Következmények
A merényletben való közreműködés vádjával előzetes letartóztatásba helyezett kilenc gyanúsított közül öt az elkövető családtagja volt: a felesége, szülei és két gyermekük. Az ügy miatt összehívták Izrael kormányát.
Helyi idő szerint 20:00 órakor a Channel 2 arról tudósított, hogy az Izraeli Határőrségen Jabel Mukabernél lövések dördültek el.
A Channel 10 beszámolói szerint betonelemekkel kezdték el körbevenni Jabel Mukaber falut.

## Botrányok a beszámolók miatt
Az NRG azt állította, hogy a BBC által használt "Driver of lorry shot in Jerusalem after allegedly ramming pedestrians, injuring at least 15, Israeli media report" (magyarul Egy teherautó sofőrjét megölték Jeruzsálemben, miután állítólag a járdára rohant autójával, és 15 embert megsebesített, az izraeli média jelenti”) cím előítéletes volt. A nap későbbi részében a Honest Reporting, az Izraelt bántó médiamegjelenésekre koncentráló ügyvédi csoport közölte hogy a BBC megváltoztatta a címet, és több más címet is módosított. A Mako a BBC mellett a CNN-t és a Fox Newst is kritizálta az eseményt leíró cikkeik címei miatt. A Mako szerint egyes információk kihagyása (mint például az, hogy ez egy palesztin által elkövetett terrorista akció volt) hamis színezetet adnak a riportnak. A Honest Reporting nem volt megelégedve a CNN, a New York Times, a The Guardian és az NPR híradásával sem. A Honest Reporting szerint ezek azért félrevezetőek, mert a címben nem említik meg, hogy ez egy terrortámadás volt, nincs benn, hogy ezt egy palesztin követte el, illetve nem használják a „terrorista” kifejezést.

## Reakciók

### Izrael
- Izrael kormánya úgy döntött, hogy az ISIL összes támogatóját bírósági eljárás nélkül be lehet börtönözni,[34] az elkövető házát pedig lerombolják.[35]
- Yoav Galant, a Kneszet és az izraeli kormány tagja az Army Radiónak adott egyik interjújúban azt mondta: "el kéne dózerolni az elkövető családjának házait, őket pedig deportálni kéne, még akkor is, ha van állampolgárságuk.”[36] Később, mikor az Ynetnek készített interjúban megkérdezték, kifejtette, hogy a családot Szíriába kellene száműzni.[37] Ezen felül olyan törvények meghozatalát szorgalmazta, mely alapján a belügyminiszter kiutasíthatná a terroristák családjait, egészségbiztosítási ellátásukat pedig megvonhatná.[38]
- Sharren Haskel, a Kneszet tagja a BBC-nek adott egyik interjúban azt mondta, a támadásra Abu Mazen (Mahmúd Abbász) ösztönzésére került sor.[39]
- Netanjáhú miniszterelnök amiatt kritizálta a Palesztin Tanácsot, hogy nem ítélték el a támadást, a palesztinokat pedig azzal vádolta, hogy dicsőítik a terroristákat. Lieberman védelmi miniszter azt állította, hogy a támadás azoknak a buzdító szentbeszédeknek az eredményei, melyeket Mahmúd Abbász palesztin elnök kérésére prédikáltak az imámok.[40]

### Palesztina
- A Hamász szóvivője, Abdul-Latif Qanou a cselekedetet „hősiesnek” nevezte, és mindenkit arra bátorított, hogy cselekedjen így, és „terjesszék az ellenállást”.[11] A Gáza-övezetben a hatalmon lévő Hamász dicsőítette a támadást, és szerintük ez „az izraeli megszállók bűncselekményeire adott természetes válasz, és annak bizonyítéka, hogy a jeruzsálemi intifáda még nem ért véget.”[41]
- Az Iszlám Dzsihád Palesztin Mozgalom jellemzése szerint „ez a palesztinok természetes válasza volt a folyamatban lévő izraeli agresszióra és a palesztin emberekkel szemben tanúsított erőszakos magatartásra.”[42]

### Nemzetközi
- : Nickolay Evtimov Mladenov, a közel-keleti békefolyamat koordinálásáért felelős missziójának vezetője a Twitteren ezt írta: "Gondolataimat a #Jeruzsálem városában történt sokkoló #terrorista támadás áldozatai kötik le. Mindenkinek részvétét kell nyilvánítania. Egyáltalán nincs megbocsátás, ezt nem lehet megmagyarázni”[43]
- Európai Unió: Federica Mogherini elítélte a Jeruzsálemben történt terrortámadást.[44]
- Norvégia: Børge Brende külügyminiszter ezt írta: "Legmélyebb és legőszintébb sajnálatomat fejezem ki az elhunytak családjai iránt, és gondolatban az áldozatokkal, valamint szeretteikkel vagyok.”[5]
- Amerikai Egyesült Államok: Mark C. Toner, a külügyminisztérium helyettes szóvivője ezt mondta: „Legmélyebb mértékben elítéljük a Jeruzsálemben történt felhajtásos terrorista támadást. Semmivel sem lehet megindokolni ezt a brutális és értelmetlen cselekedetet. Mint mindig, most is elítéljük a terrorizmust dicsőítését, és mindenkit arra szólítunk fel, egyértelműen jelezze, hogy a terrorizmust soha nem lehet elfogadni.”[45]
- Németország: Berlinben a Brandenburgi kaput Izrael zászlajának színeivel világították ki. Ezzel akarták kinyilvánítani együttérzésüket Izraellel és az áldozatokkal.[46]

## Külső hivatkozások
- Report az Intelligence and Terrorism Information Centertől